# Trần Thế Cự
Trần Thế Cự (tiếng Trung: 陈世炬; bính âm: Chen Shiju; sinh năm 1963) là chính khách nước Cộng hòa Nhân dân Trung Hoa. Ông hiện là Ủy viên Ủy ban Thường vụ Ủy ban Toàn quốc Hội nghị Hiệp thương Chính trị Nhân dân Trung Quốc khóa XIII nhiệm kỳ 2018 đến năm 2023, Phó Chủ nhiệm Văn phòng Trung ương Đảng Cộng sản Trung Quốc, Phó Chủ nhiệm Văn phòng Ủy ban Chỉ đạo Kiến thiết Văn minh Tinh thần Trung ương Đảng Cộng sản Trung Quốc, hàm Bộ trưởng. Là người lâu năm đảm nhiệm vai trò thư ký chính trị cho Hồ Cẩm Đào, Trần Thế Cự từng giữ cương vị Chủ nhiệm Văn phòng Tổng Bí thư Đảng Cộng sản Trung Quốc Hồ Cẩm Đào.

## Tiểu sử
Trần Thế Cự sinh năm 1963, người Lục Chi, tỉnh Quý Châu. Năm 1985, Trần Thế Cự tốt nghiệp khoa triết học tại Đại học Quý Châu.
Năm 1986, Trần Thế Cự gia nhập Văn phòng Tỉnh ủy Quý Châu làm thư ký cho Bí thư Tỉnh ủy Quý Châu đương thời là ông Hồ Cẩm Đào. Tháng 12 năm 1988, ông chuyển sang công tác tại Văn phòng Khu ủy Khu tự trị Tây Tạng làm thư ký cho Bí thư Khu ủy Khu tự trị Tây Tạng Hồ Cẩm Đào. Tháng 10 năm 1992, Hồ Cẩm Đào được bầu là Ủy viên Ban Thường vụ Bộ Chính trị Đảng Cộng sản Trung Quốc, Trần Thế Cự tiếp tục làm thư ký Văn phòng đồng chí Hồ Cẩm Đào.
Năm 2002 đến năm 2013, ông giữ chức vụ Chủ nhiệm Văn phòng Tổng Bí thư Đảng Cộng sản Trung Quốc, hàm Thứ trưởng. Tháng 3 năm 2013, sau khi Hồ Cẩm Đào nghỉ hưu, Trần Thế Cự được bầu làm Ủy viên Ủy ban Thường vụ Ủy ban Toàn quốc Hội nghị Hiệp thương Chính trị Nhân dân Trung Quốc khóa XII nhiệm kỳ 2013 đến năm 2018 và được bổ nhiệm giữ chức vụ Phó Chủ nhiệm Văn phòng Trung ương Đảng Cộng sản Trung Quốc, Phó Chủ nhiệm Ủy ban Bảo mật Trung ương, hàm Bộ trưởng. Tháng 1 năm 2015, ông được giao kiêm nhiệm chức vụ Phó Chủ nhiệm Văn phòng Ủy ban Chỉ đạo Kiến thiết Văn minh Tinh thần Trung ương Đảng Cộng sản Trung Quốc.
Tháng 1 năm 2018, Trần Thế Cự được bầu là Ủy viên Ủy ban Thường vụ Ủy ban Toàn quốc Hội nghị Hiệp thương Chính trị Nhân dân Trung Quốc khóa XIII nhiệm kỳ 2018 đến năm 2023.